# Wozzeck

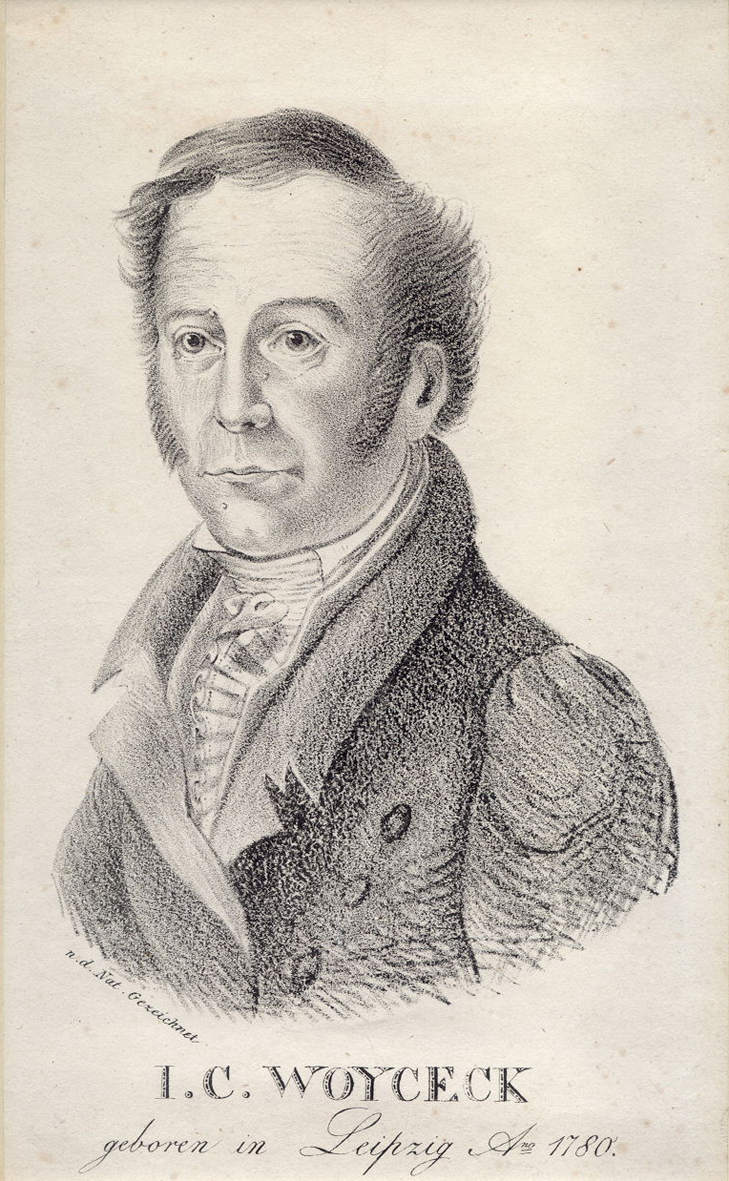
Ritratto di Johann Christian Woyzeck

Wozzeck è un'opera lirica in tre atti di Alban Berg su libretto proprio, tratto dal dramma teatrale Woyzeck di Georg Büchner.
La composizione fu portata a termine da Berg nel 1922 e la partitura è dedicata ad Alma Mahler. Ciascun atto è formato da cinque scene alle quali corrispondono altrettante forme musicali barocche o classiche, sedici in totale con l'aggiunta di un interludio nel terzo atto.
La prima assoluta andò in scena il 14 dicembre 1925 alla Staatsoper Unter den Linden diretta da Erich Kleiber.

## Trama

### Primo atto
Scena I. Stanza del Capitano. Di buon mattino.

Il Capitano, come di consueto, si fa radere dall'attendente Wozzeck, e intanto conversa con lui. Parla del corso del tempo, della brevità della vita e dell'eternità. Wozzeck, che ha fretta, si limita a rispondere "Signorsì, signor capitano". Il Capitano si diverte per la bonarietà di Wozzeck, ma allo stesso tempo, sottilmente invidioso della sua relazione con Marie, lo rimprovera di avere un comportamento: perché Wozzeck ha avuto un bambino da Marie, senza esser sposato con lei. A questi rimproveri Wozzeck espone le sue ragioni, sostenendo che i poveri come lui non hanno tempo per la moralità, concentrandosi sul fatto che non ha di che vivere. Il Capitano, sconcertato dalle parole del soldato, trova una spiegazione, rispondendo: Wozzeck pensa troppo. Poi, lo manda via.

Scena II. Aperta campagna, sullo sfondo la città. Tardo pomeriggio.

In un bosco, Wozzeck e il suo commilitone Andres raccolgono legna per il Capitano. Andres canta una canzone di caccia. Wozzeck è in preda ad allucinazioni e ovunque scorge immagini d'incubo e di terrore.

Scena III. La stanza di Marie. Sera.

Maria è alla finestra col bambino avuto da Wozzeck e osserva passare al suono di una marcia i soldati e ammira, soprattutto, il prestante Tamburmaggiore. Ne nasce un battibecco con la vicina Margret che rimprovera la sua condotta. Chiusa la finestra, Marie canta una ninnananna a suo figlio che, al sentire la stessa, s'addormenta. Wozzeck bussa alla finestra. Non ha tempo di entrare in casa perché deve rientrare in caserma. Non riesce a liberarsi delle allucinazioni e visioni avute nel bosco, si sente inseguito e intona frasi sconnesse. Marie non riesce a calmarlo. Wozzeck s'allontana senza nemmeno aver dato uno sguardo al suo bambino. Marie si siede, esasperata.

Scena IV. Studio del Dottore. Pomeriggio pieno di sole.

Si ha qui una prima chiave dello strano contegno di Wozzeck: il Dottore, illustra le sue stravaganti teorie sulla nutrizione, attraverso le quali vorrebbe rivoluzionare la scienza del suo tempo. Per tre Groschen al giorno, Wozzeck si offre di sottoporsi ai suoi esperimenti. Il Dottore rimprovera, poi, Wozzeck per aver urinato per strada. Wozzeck cerca di scusarsi: "Ma, signor Dottore, quando interviene la natura!", mentre il Dottore insiste sulla sua teoria: "Non ho dimostrato forse che la vescica è sottoposta alla volontà?". Wozzeck, ancora sotto l'incubo del bosco, risponde al Dottore per convincerlo della sua latente follia. Invece d'aiutarlo, il Dottore si compiace invece per le possibilità che la sua presunta nevrosi può offrire a Wozzeck.

Scena V. Strada davanti alla porta di Marie. Al crepuscolo.

Marie ammira, ancora una volta, la prestanza fisica del Tamburmaggiore che si pavoneggia davanti alla sua casa. Dapprima, Marie respinge le sue avances, quando però queste diventano più violente, cede a esse quasi fatalisticamente.

### Secondo atto
Scena I. La stanza di Marie. È mattina, c'è il sole.

Maria seduta col bambino in grembo si guarda in uno specchio rotto che tiene in mano e ammira gli orecchini che le ha regalato il Tamburmaggiore. S'accorge tardi di Wozzeck, arrivato all'improvviso, e non riesce a nascondere gli orecchini. Wozzeck s'insospettisce. Poi ella si calma, le consegna la paga e si allontana. Maria è in preda al rimorso.

Scena II. Strada in città. Giorno.

Il Capitano trattiene il Dottore, sebbene questi abbia evidentemente fretta. I due si scambiano qualche garbato insulto. Il Dottore, in preda al suo sadismo, prognostica al Capitano, solo in base alla sua "brutta cera", un prossimo e probabile accesso di apoplessia. Sopraggiunge Wozzeck il quale viene provocato pesantemente dai due presenti con allusioni alla sua vita privata. Ciò aumenta nel soldato il sospetto del tradimento di Marie.

Scena III. Strada davanti alla porta di Marie. Giornata grigia.

Wozzeck ritorna verso la casa di Marie e ha con lei un furioso litigio. La donna nega le accuse di Wozzeck e, quando questi alza le mani su di lei, gli urla con disprezzo: "Non toccarmi! Meglio un coltello in corpo che le tue mani su di me!". Da questo momento in poi l'idea del coltello non lascerà più Wozzeck.

Scena IV. Giardino di una locanda. Tarda sera.

Il soldato vede Marie e il Tamburmaggiore ballare insieme in mezzo alla folla ubriaca di soldati, operai e serve. Andres si è allontanato annoiato da Wozzeck, quest'ultimo freme, in silenzio, in un angolo. Un pazzo gli si avvicina dicendogli: "Sento odore di sangue!". Segue il grido allucinato di Wozzeck: "Sangue, sangue!"

Scena V. Corpo di guardia in caserma. Notte.

Dopo aver confidato ad Andres il ricordo della danza di Marie con l'amante, che lo ossessiona, Wozzeck è provocato dall'ubriaco Tamburmaggiore. Il soldato, tuttavia, non reagisce, ma viene lo stesso buttato a terra e picchiato a sangue.

### Terzo atto
Scena I. La stanza di Marie. È notte. Lume di candela.

Wozzeck non vede Marie già da due giorni. La donna è sola col bambino e legge la storia dell'adultera nel Vangelo. Prima respinge il bambino, che sembra disturbarla, poi lo richiama a sé e gli narra quello che ha letto come fosse una fiaba.

Scena II. Sentiero nel bosco presso lo stagno. Fa notte.
.
Wozzeck e Marie camminano. Marie vuole affrettarsi a tornare in città, ma Wozzeck la costringe a fermarsi in riva allo stagno. L'uomo estrae un coltello e affonda la lama nel collo della donna.

Scena III. Una bettola. Notte. Luce debole.

Giovani e prostitute ballano una polka sfrenata. Wozzeck, ubriaco fradicio, fa la corte a Margret, la quale però si accorge del sangue sulle sue mani. I presenti s'affollano minacciosi intorno a Wozzeck che, nella notte, fugge precipitosamente dall'osteria.

Scena IV. Sentiero nel bosco presso lo stagno. Notte di luna come prima.

Wozzeck torna sul luogo del delitto a cercare il coltello che ha dimenticato. Inciampa nel cadavere di Marie, ma riesce a trovare il coltello e lo butta nello stagno. Temendo di non averlo lanciato abbastanza lontano decide di entrare in acqua per ritrovarlo e gettarlo più a fondo. Mentre si lava le mani dal sangue, gli pare che tutta l'acqua, la quale riflette una luna rossa, si tinga del colore del sangue. Sconvolto e senza speranza si lascia andare, affogandosi nello stagno.

Scena V. Strada davanti alla porta di Marie. È mattino chiaro. Splende il sole.

Il bambino sta giocando coi compagni. Alcuni ragazzi passando gli gridano: "Ehi, tu! Tua madre è morta". Il bambino non capisce e continua a cavalcare il suo cavallo di legno.

## Struttura musicale dell'opera

### Primo atto
Cinque pezzi caratteristici
- Scena I: Suite (Preludio, Pavana, Giga, Gavotta, Aria, ripresa del Preludio)
- Scena II: Rapsodia su tre accordi
- Scena III: Marcia militare e Ninnananna
- Scena IV: Passacaglia con ventuno variazioni
- Scena V: Rondò: Andante affettuoso

### Secondo atto
Sinfonia in cinque movimenti
- Scena I: Movimento in Forma sonata
- Scena II: Fantasia e fuga (musica) su tre temi
- Scena III: Largo
- Scena IV: Scherzo
- Scena V: Rondò marziale

### Terzo atto
Sei invenzioni
- Scena I: Invenzione su un tema (con 7 variazioni e una fuga)
- Scena II: Invenzione su una nota (il si)
- Scena III: Invenzione su un ritmo
- Scena IV: Invenzione su un accordo (di sei note)
- Epilogo: Invenzione su una tonalità (Re minore)
- Scena V: Invenzione su un perpetuum mobile

## Organico orchestrale
La partitura di Berg è scritta per un grande organico orchestrale comprendente diversi ensemble:

Grande orchestra:
- 4 flauti (anche ottavini), 4 oboi (IV anche corno inglese), 4 clarinetti in si bem. (I anche in la, III e IV anche in mi bem.), clarinetto basso, 3 fagotti, controfagotto
- 4 corni, 4 trombe, 4 tromboni, tuba contrabbassa
- timpani, piatti (una coppia, uno appeso e uno fissato alla grancassa), grancassa, diversi tamburi, spazzola, tam-tam grande (molto grave), tam-tam piccolo (molto acuto), triangolo,
- xilofono, celesta, arpa
- archi (almeno 50-60)

Sul palcoscenico:
- diversi tamburi (I atto, II scena)
- banda militare (I atto, III scena)
  - ottavino, 2 flauti, 2 oboi, 2 clarinetti in mi bem., 2 fagotti
  - 2 corni, 2 trombe, 3 tromboni, tuba contrabbassa
  - grancassa con piatti, tamburo, triangolo
- Un'orchestrina da taverna (II atto, IV scena)
  - 2 violini (accordati un tono sopra), clarinetto in do, fisarmonica, chitarra, bombardone (o basso tuba)
- Un pianino scordato (III atto, III scena)
- Un'orchestra da camera (possibilmente separata dalla grande orchestra) nell'organico della Kammersymphonie di Arnold Schönberg:
- flauto (anche ottavino), oboe, corno inglese, clarinetto in mi bem., clarinetto in la, clarinetto basso, fagotto, controfagotto, 2 corni e quintetto d'archi (2 violini, viola, violoncello e contrabbasso

I complessi sul palcoscenico e l'orchestra da camera possono essere formati da musicisti dell'orchestra. Berg fornisce al riguardo nella partitura anche indicazioni di quando i musicisti debbano lasciare la buca per recarsi sul palcoscenico e quando debbano farne ritorno.

## Discografia
- 1951 - Dimitri Mitropoulos - New York Philharmonic, Coro Schola Canthorum - Mack Harrell (Wozzeck), Eileen Farrell (Marie), Joseph Mordino (Capitano), Ralph Herbert (Dottore), Friederich Jagel (Tambourmaggiore), David Lloyd (Andres) - Philips
- 1954 – Nino Sanzogno – Orchestra e Coro della Rai, Roma – Tito Gobbi, Dorothy Dow, Hugues Cuénod, Italo Tajo, Mirto Picchi – RAI /Myto Records (in italiano)
- 1965 - Karl Böhm - Orchestra e coro della Deutsche Oper di Berlino - Dietrich Fischer-Dieskau, Evelyn Lear, Gerhard Stolze, Karl Christian Kohn, Helmut Melchert, Fritz Wunderlich - DG – Grammy Award for Best Opera Recording 1966
- 1966 - Pierre Boulez - Orchestra e Coro dell'Opera di Parigi - Walter Berry, Isabel Strauss, Karl Dönch, Fritz Uhl, Albert Weikenmeyer, Richard van Vrooman - CBS/Sony - Grammy Award al miglior album di musica classica e Grammy Award for Best Opera Recording 1968
- 1980 - Christoph von Dohnányi - Wiener Philharmoniker, coro della Staatsoper di Vienna - Eberhard Wächter, Anja Silja, Heinz Zednik, Alexander Malta, Hermann Winkler, Horst Laubenthal - Decca Records
- 1987 - Claudio Abbado - Wiener Philharmoniker, coro della Staatsoper di Vienna - Franz Grundheber, Hildegard Behrens, Heinz Zednik, Aage Haugland, Walter Raffeiner, Philip Langridge - DG (disponibile anche in video con la regia teatrale di Adolf Dresen)
- 1994 - Daniel Barenboim - Orchestra e coro della Deutsche Oper di Berlino - Franz Grundheber, Waltraud Meier, Graham Clark, Günter von Kannen, Mark Baker, Endrik Wottrich - Teldec (disponibile anche in video con la regia teatrale di Patrice Chéreau)

## DVD
- Wozzeck (Opera di Amburgo, 1970) - Toni Blankenheim/Sena Jurinac/Bruno Maderna, Arthaus Musik